# Leroy 01

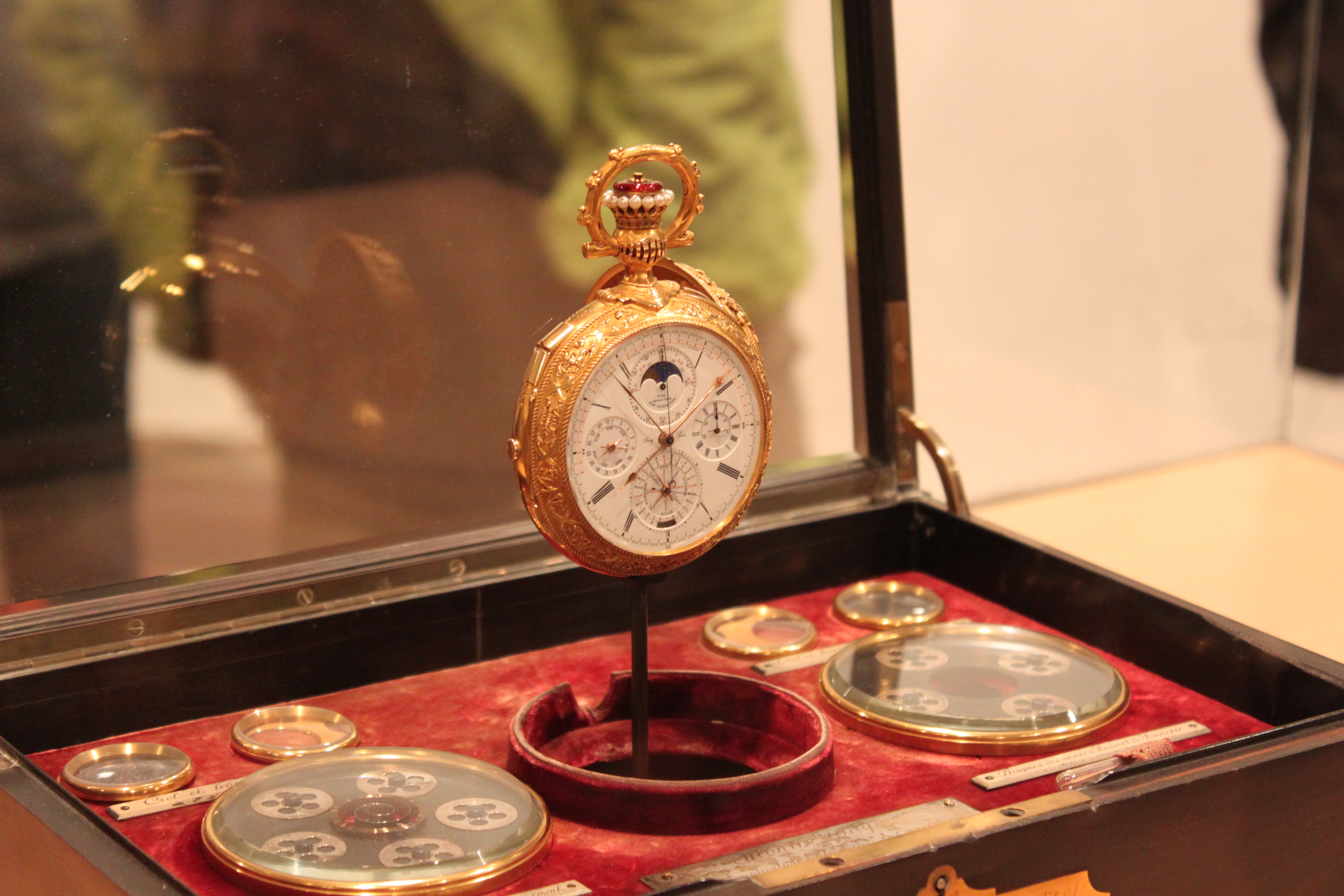

Leroy 01 - Nome de um dos relógios mais famosos do mundo, actualmente também conhecido por 'Lucie', nome que advém da conservadora Lucie Cornillot, que o incluiu na colecção do Museu do Tempo, em 1957. 
Encomendado pelo milionário luso-brasileiro Carvalho Monteiro (1848-1920), este prodígio tecnológico foi produzido pela prestigiada empresa relojoeira parisiense Leroy, fundada em 1751 por Basile Leroy, a qual foi fornecedora das principais casas reais europeias. 
Projectado por Junod e executado em Besançon por Charles Piquet, na época áurea desta cidade relojoeira, o relógio, com vinte e quatro funções, foi considerado o mais complicado do mundo, arrebatando o Grande Prémio da Exposição Universal de Paris em 1900. O mecanismo de quatro níveis, extremamente preciso para a época, está encerrado numa caixa de ouro com 71mm de diâmetro onde figuram os signos do Zodíaco, num total de 975 peças. 
O desenho da caixa é de autoria de Luigi Manini e foi ciselado em Paris por Burdin. 
Encontra-se actualmente exposto no Museu do Tempo em Besançon (França), constituindo uma das suas principais atracções.

## O relógio mais complexo do mundo
Encomendada em 1897 pelo milionário luso-brasileiro António Augusto Carvalho Monteiro ('Monteiro dos Milhões', proprietário da famosa Quinta da Regaleira em Sintra, Portugal), homem culto, coleccionador conhecido pela sua excentricidade e altruísmo, esta obra-prima da relojoaria custou 20.000 francos e quatro anos de trabalho árduo para o executar. A encomenda seria entregue apenas em 1901, depois de ter arrebatado o grande prémio da Exposição Universal de Paris em 1900. 
A cidade de Besançon adquiriu o relógio aos herdeiros de Carvalho Monteiro em 1955, pela prodigiosa quantia de 2.000.000 de francos, conseguídos por subscrição nacional em França. 

## Características
Além dos mecanismos das horas, minutos e segundos, o Leroy 01 oferece ainda:
- 1° - dia da semana
- 2° - dia do mês
- 3° - calendário perpétuo dos meses e dos anos bissextos
- 4° - milésimo por cem anos
- 5° - fases da Lua
- 6° - estações do ano, solstícios e equinócios
- 7° - equação do tempo
- 8° - cronógrafo
- 9° - contador de minutos com retorno a zeros
- 10° - contador de horas
- 11° - mecanismo de mola
- 12° - toque regulável em som forte, médio e silencioso
- 13° - repetição da hora, dos quartos e dos minutos, com três timbres, tocando como um carrilhão
- 14° - estado do céu no hemisfério boreal, no momento do dia, indicado pela data (o céu estando animado pelo movimento sideral, isto é, avançando 3 minutos e 56 segundos por dia sobre o tempo médio; a representação do céu e do horizonte de Paris, com 236 estrelas; a representação do céu e do horizonte de Lisboa, com 560 estrelas)
- 15° - estado do céu no hemisfério austral (no meio de um mecanismo de recarga que anima o céu por um movimento de rotação de oeste para este, a representação do céu e do horizonte do Rio de Janeiro, com 611 estrelas)
- 16° - hora de 125 cidades do mundo
- 17° - hora do nascer-do-sol em Lisboa
- 18° - hora do pôr-do-sol em Lisboa
- 19° - termómetro metálico centígrado
- 20° - higrómetro de cabelo
- 21° - barómetro
- 22° - altímetro para 5000 metros
- 23° - sistema de acerto do relógio sem abri-lo
- 24° - bússola

## Referência
- |  Leroy

- | Leroy 01 Estórias duma História

- | Leroy 01 Maravilha da Relojoaria